# María Francisca de la Gándara
María Francisca de la Gándara y Cardona de Calleja (Hacienda de San Juan de Vanegas, en el actual San Luis Potosí, 29 de enero de 1786-Valencia, España, 23 de julio de 1855) fue una distinguida mujer potosina, famosa por ser una de las pocas virreinas criollas, junto a Francisca Javiera de Echeagaray y Bosio y Felicitas de Saint-Maxent. En 1807 casó con el general Félix María Calleja. Su esposo fue Jefe político superior y Virrey de la Nueva España, y por este lazo fue virreina de la Nueva España de 1814 a 1816. Es tía abuela del pintor Antonio de la Gándara.

## Biografía
Nacida el 29 de enero de 1786, María Francisca de la Gándara y Carona perdió a sus padres a muy temprana edad y su educación quedó en manos de su tío Manuel de la Gándara, de origen cántabro, que era el alférez real de la intendencia. Pasó su juventud en la casa de sus tíos, situada en la Plaza Principal de San Luis Potosí, hoy conocida como la Plaza de Armas. Al inmueble que fuera su hogar ahora se le llama “la Casa de la Virreina”.
El 26 de enero de 1807 se casó con Félix María Calleja del Rey en el templo de San Sebastián en el susodicho barrio, en la capital potosina. Se decía que el novio era "de buena presencia y modales afables y cortesanos". El cura párroco Mateo Braceras bendijo el matrimonio. Fueron padrinos el coronel don Manuel José Rincón Gallardo I Marqués de Guadalupe Gallardo y doña Ignacia de la Gándara. Tuvieron cinco hijos, todos de apellido Calleja y de la Gándara, Los dos menores, nacidos en España, alcanzaron la edad adulta. Fueron: 
- María de la Concepción Eligia Francisca de Paula Trinidad Josefa (1814).
- Félix María José de Guadalupe Pascual Francisco de Paula (1815-1816).
- María de Guadalupe (1817-1820).
- Félix María (1818-1855).
- María del Carmen (1821-1873).

En 1810, antes de la insurrección en San Luis Potosí suscitada por Luis de Herrera, el fraile Juan Villerías y el capitán de Lanceros de San Carlos don Joaquín Sevilla y Olmedo durante los movimientos insurgentes, Doña María Francisca escapó de la capital potosina por miedo a que la ciudad fuera tomada por los independentistas y, según un oficio del prior del convento de San Francisco de San Luis Potosí, Fray José Agustín de Vega, dirigido a Calleja, se refugió en la Hacienda del Peñasco.
En noviembre de ese año, al partir de la hacienda del Peñasco rumbo a Ciénega de Mata, fue capturada por un grupo de insurgentes perteneciente a las fuerzas de Rafael Iriarte, conocido como “El Cabo Leyton”. Iriarte quién, según algunos autores, fue, en sus años mozos, parte de la servidumbre de la familia Gándara en la Hacienda de Bledos y más tarde estuvo a las órdenes de Félix María Calleja, tuvo para con la señora de Calleja las más grandes consideraciones, por lo que ella no sufrió atropello alguno.
Iriarte concedió un salvoconducto a la Sra. Calleja para que ésta pudiera reunirse con el general, quien se hallaba en la Villa de Santa María de los Lagos, hoy Lagos de Moreno. El documento fue fechado en Guanajuato el 16 de noviembre de 1810. Lo firmó Ignacio Aldama, Mariscal de Campo y Ministro de Gracia y Justicia de América, y lo refrendó Iriarte como teniente general. A cambio de esto pidió que Calleja dejara en libertad a su esposa, la señora Iriarte.
Después de esos hechos, Doña María Francisca se trasladó a la Ciudad de México para estar más segura, mientras su esposo se encontraba ocupado con las campañas militares contra los insurgentes.

## Virreina

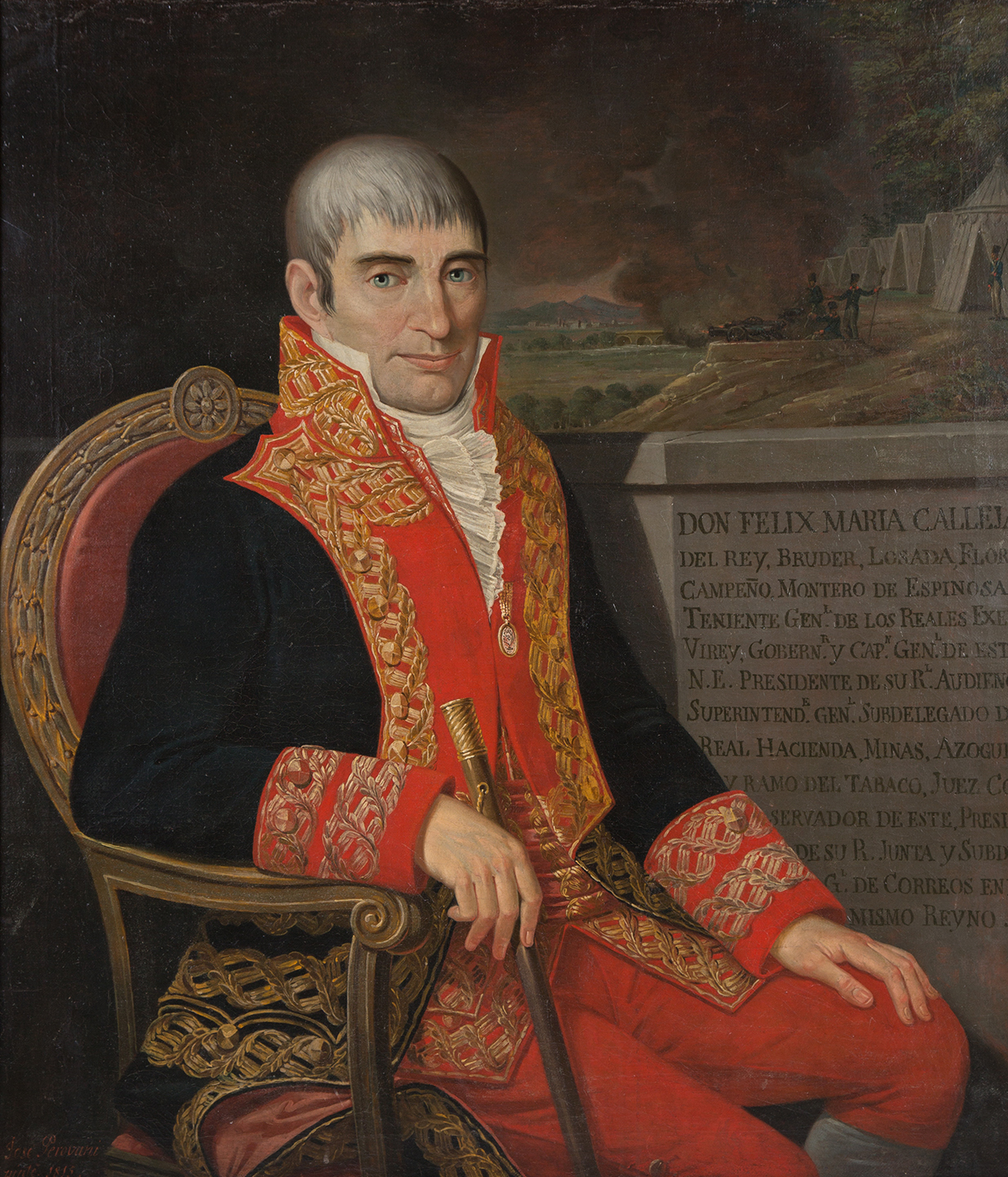
María Francisca de la Gándara fue esposa del Virrey y Jefe político superior de Nueva España, Félix María Calleja

En la Constitución de Cádiz se dio igualdad a todos los reinos, por lo que la figura de virrey fue sustituida por la de Jefe político superior. En 1813, su esposo, el general Calleja, fue investido con el título de Jefe político superior de la Nueva España por el gobierno de Cádiz.
En mayo de 1814 Fernando VII restauró el absolutismo. Félix María Calleja dejó de ser Jefe político superior y se convirtió en el 60.º virrey de la Nueva España. Doña María Francisca fue así la virreina criolla hasta el 20 de septiembre de 1816, cuando Juan Ruiz de Apodaca tomó posesión de su puesto como 61.º virrey de la Nueva España.

## En España
No se sabe a ciencia cierta qué hicieron los Calleja en 1816 y 1817, aunque es de suponer que en 1817 estuvieron en Cuba, desde donde se trasladaron a Madrid. Los biógrafos de él lo reencuentran en 1818, cuando se fueron a España. Ahí el general recibió las más altas distinciones militares creadas por Fernando VII para recompensar los servicios prestados por quienes reprimieron los movimientos insurgentes: la gran cruz de la Orden de Isabel la Católica y la gran cruz de la Orden de San Hermenegildo. Asimismo, se le otorgó el título de Conde de Calderón, como reconocimiento a su triunfo sobre Miguel Hidalgo y Costilla en la Batalla de Puente de Calderón.
Además, por su saber hacer, en 1819 fue nombrado capitán general de Andalucía, gobernador de Cádiz y General en Jefe de Ultramar. En virtud del último nombramiento, Fernando VII le encargó, a iniciativa del marqués de Casa Irujo, la organización de un ejército para reprimir cualquier movimiento de independencia en los tres virreinatos existentes. Calleja se dio a la tarea de organizar al ejército.
El 1 de enero de 1820 en la comunidad sevillana de Las Cabezas de San Juan Rafael del Riego, teniente general de ese ejército, proclamó la Constitución de Cádiz, sublevó a las tropas y las llevó a Arcos de la Frontera, donde fue detenido el general en jefe del ejército expedicionario, Félix María Calleja. Riego siguió adelante. En marzo de 1820 inició el Trienio Liberal en el que el rey reconoció la Constitución de Cádiz. Calleja permaneció encarcelado por las mismas razones por las que había sido premiado: la represión a los insurgentes, en la que, dijeron los liberales, fue extremadamente cruel. Se ignora qué suerte corrieron doña María Francisca y sus hijos ese periodo, salvo que ella se estableció en Valencia.
Los absolutistas ganaron la guerra civil en 1823. Calleja fue liberado y nombrado de nueva cuenta capitán general de Andalucía y gobernador de Cádiz, puesto que ejerció hasta su muerte. Instalado en Valencia por su delicada salud con su esposa Doña María Francisca, compraron en la ciudad el palacio Mercader de la calle Caballers, así como ya viuda doña Francisca en 1829 diversas masías cerca de Pobla de Vallbona (Torre de la Bava, de la que salieron otras como la Masía de la Trinidad, Canonge o del Pilar). Enviudó el 24 de julio de 1828 e hizo cumplir el testamento que su marido elaboró en Madrid el 6 de abril de 1819 en el que dijo tener 64 años, no tener ninguna deuda y sólo tres hijos vivos de su matrimonio.
María Francisca de la Gándara de Calleja murió 27 años después con ocasión de la epidemia, el 23 de julio de 1855, en Valencia, donde fue sepultada en su Cementerio General. Del matrimonio de su hija María del Carmen con el valenciano conde de Trigona d. José Mayans y Mayans, quedó en Valencia la descendencia de los Mayans y de Calleja de la Gándara, condes de Trigona y de Calderón, siendo el último representante del mismo d. José María Mayans de la Lastra, actual conde de Calderón (Véase, condes de Trigona).

## El cuadro
El cuadro de la virreina potosina María Francisca de la Gándara y Cardona, condesa viuda de Calderón, se debe Vicente López Portaña, Primer Pintor de Fernando VII y más tarde de la reina Isabel II, sucesor de Francisco de Goya en la corte. Es propiedad del Museo del Prado.
La virreina criolla aparece ataviada con esa austeridad refinada, sólo reservada a las damas de la corte, con la cabeza cubierta por una cofia, como correspondía a una viuda de su rango. Se encuentra sentada sobre un elegante sofá verde, sosteniendo un pañuelo blanco de rico engaje y un breviario o libro de horas, que alude a su gran religiosidad.